# Lista stațiilor de metrou din Erevan
Aceasta este o listă a stațiilor metroului din Erevan:

## Denumiri schimbate
Numele unor stații a fost schimbat de-a lungul timpului.
| Stație               | Nume anterior    | Ani       |
| -------------------- | ---------------- | --------- |
| Mareșal Bagramyan    | Saralandji       | 1981–1982 |
| Piața Republicii     | Piața Lenin      | 1981–1992 |
| Piața Gareghin Njdeh | Piața Spandaryan | 1987–1992 |
| General Andranik     | Hoktemberyan     | 1989–1990 |

## Stații
| Stație (traducere/transcriere în română) | Stație (în armeană)     | Stație (traducere/transcriere în rusă) | Imagine                     | Linie                          | Deschisă          |
| ---------------------------------------- | ----------------------- | -------------------------------------- | --------------------------- | ------------------------------ | ----------------- |
| Barekamutiun                             | Բարեկամություն          | Дружба                                 | Stația Barekamutiun         | Linia 1 a metroului din Erevan | 7 martie 1981     |
| Mareșal Bagramyan                        | Մարշալ Բաղրամյան        | Маршал Баграмян                        | Stația Mareșal Bagramyan    | Linia 1 a metroului din Erevan | 7 martie 1981     |
| Yeritasardakan                           | Երիտասարդական           | Молодёжная/Еритасардакан               | Stația Yeritasardakan       | Linia 1 a metroului din Erevan | 8 martie 1981     |
| Piața Republicii                         | Հանրապետության Հրապարակ | Площадь Республики                     | Stația Piața Republicii     | Linia 1 a metroului din Erevan | 26 decembrie 1981 |
| Zoravar (General) Andranik               | Զորավար Անդրանիկ        | Зоравар Андраник                       | Stația Zoravar Andranik     | Linia 1 a metroului din Erevan | 26 decembrie 1989 |
| David din Sasun                          | Սասունցի Դավիթ          | Давид Сасунский                        | Stația David din Sasun      | Linia 1 a metroului din Erevan | 7 martie 1981     |
| Gorțaranain                              | Գործարանային            | Заводская/Горцаранаин                  | Stația Gorțaranain          | Linia 1 a metroului din Erevan | 11 iunie 1983     |
| Șengavit                                 | Շենգավիթ                | Шенгавит                               | Stația Șengavit             | Linia 1 a metroului din Erevan | 26 decembrie 1985 |
| Piața Gareghin Njdeh                     | Գարեգին Նժդեհի Հրապարակ | Площадь Гарегина Нжде                  | Stația Piața Gareghin Njdeh | Linia 1 a metroului din Erevan | 4 ianuarie 1987   |
| Cearbah                                  | Չարբախ                  | Чарбах                                 | Stația Cearbah 2            | Linia 1 a metroului din Erevan | 26 decembrie 1996 |